# Орел Гліб Львович

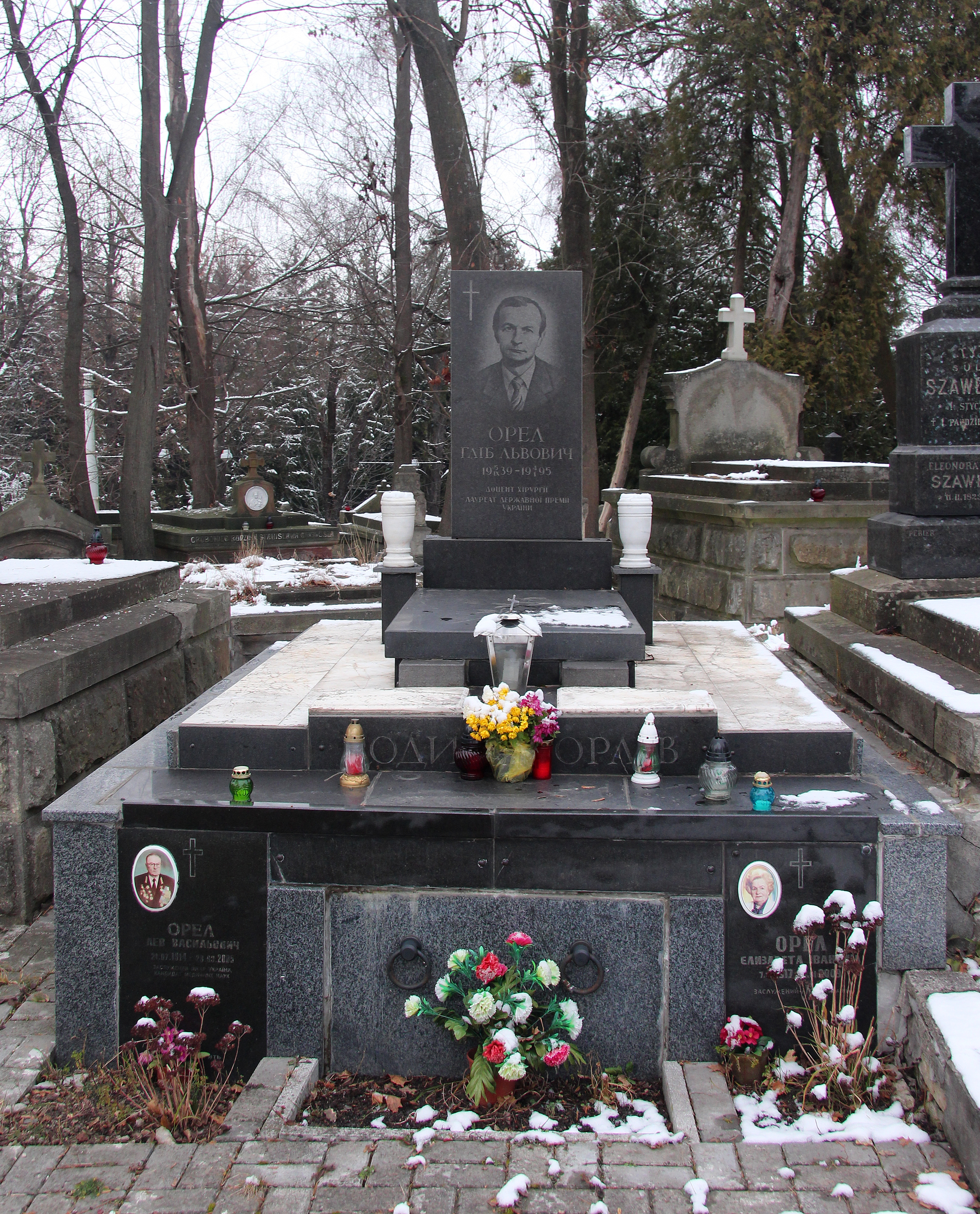

Глі́б Льво́вич Оре́л (* 5 вересня 1939 — 4 січня 1995) — український хірург, кандидат медичних наук, лауреат Державної премії УРСР в галузі науки і техніки (1986).

## З життєпису
Працював у хірургічному відділенні Львівської обласної лікарні. Станом на 1986 рік — кандидат медичних наук, доцент кафедри хірургічних хвороб № 1 Львівського державного медичного інституту.
Лауреат Державної премії УРСР в галузі науки і техніки 1986 року — за цикл робіт «Розробка, теоретичне обґрунтування та клінічне впровадження нових методів оперативного лікування, детоксикації і реабілітації хворих із захворюванням печінки та жовчовивідних протоків»; співавтори Картель Микола Тимофійович, Ковальов Михайло Маркович, Колесников Євген Борисович, Короткий Валерій Миколайович, Медведєв Володимир Єгорович, Павловський Михайло Петрович, Панченко Сусанна Миколаївна, Радзіховський Анатолій Павлович, Скиба Володимир Вікторович.
Помер у Львові, похований у родинному гробівці, на 77 полі Личаківського цвинтаря.
Його син — Орел Юрій Глібович, доктор медичних наук, професор.